# Francisco de Sousa e Meneses
Francisco de Sousa e Meneses (Coimbra — Rio de Janeiro) foi um militar e administrador colonial português.
Foi governador da Capitania de Santa Catarina, nomeado por carta régia de 30 de janeiro de 1765, assumindo o governo de 12 de julho de 1765 a 5 de setembro de 1775.
Durante seu governo foram construídas a Bateria de São Caetano da Ponta Grossa (1765) e o Forte de São Luís da Praia de Fora (1771), como proteção às invasões espanholas.